# 앤 네빌
앤 네빌(Anne Neville, 1456년 6월 11일 - 1485년 3월 16일)은 잉글랜드의 왕족이다. 워릭 백작 리처드 네빌의 차녀로, 랭커스터 왕가의 국왕 헨리 6세의 왕세자 에드워드의 세자빈이었다가 에드워드와 사별한 후 고종사촌인 요크 왕가의 리처드 3세와 재혼하여 영국의 왕비가 되었다. 혈통상으로 랭커스터 왕가의 외손이었으나 아버지의 고모인 세실리 네빌은 요크 왕가의 에드워드 4세, 클래런스의 조지, 리처드 3세의 어머니로, 장미 전쟁 당시 랭커스터 왕가와 요크 왕가 사이에서 이중 인척을 형성하였다.
1471년 튜크스베리 전투에서 패한 에드워드가 살해되자 아버지의 고모의 아들이자 당시의 국왕 에드워드 4세의 막내동생으로 글로스터 공작이었던 요크 왕가의 리처드 3세와 재혼하였다. 이들 사이에서는 외아들 미들햄의 에드워드가 태어났으나, 1484년 에드워드는 11세에 요절했다. 앤 네빌도 이듬해 3월 16일에 런던의 웨스트민스터에서 사망하였다. 시신은 웨스트민스터 사원에 매장되었다.

## 혈통
랭커스터 공작 존의 고외손녀로, 곤트의 존과 캐서린 스윈포드의 딸이었던 조앤 보퍼트와 1대 웨스트몰랜드(Earl of Westmorland)의 백작인 랄프 네빌(Ralph de Neville)의 사이에서 태어난 시슬리스베리의 리처드 네빌(1400-1460)의 손녀였다. 한편 요크 왕가의 요크 공작 리처드 플랜태저넷과 결혼하여 에드워드 4세와 리처드 3세, 클래런스의 조지 형제를 낳은 세실리 네빌은 앤 네빌의 고모할머니였다. 앤 네빌의 언니 이사벨 네빌(1451-1476)은 리처드 3세의 형 클래런스의 조지와 결혼했다.

## 가족 관계
- 친정할아버지 : 리처드 네빌(Richard Neville, 1400 – 1460)
  - 고모할머니 : 세실리 네빌, 요크 공작 부인
  - 고모할아버지 : 제3대 요크 공작 리처드
- 친정아버지 : 워릭 백작 리처드 네빌(Richard Neville, 1428 – 1471, "The Kingmaker")
- 친정어머니 : 앤 드 보챔프
  - 언니 : 이사벨 네빌(Isabel Neville, 1451 - 1476)
  - 형부 : 클래런스의 조지, 남편 리처드 3세의 형
- 남편 : 웨스트민스터의 에드워드, 웨일즈의 왕자
- 남편 : 리처드 3세, 남편이자 고종사촌
  - 아들 : 미들햄의 에드워드
- 증조모 : 조앤 보퍼트, 곤트의 존의 서녀

- 기타
  - 에드워드 4세, 시숙이자 고종사촌
  - 곤트의 존, 외고조부
  - 잉글랜드의 헨리 6세, 시아버지이자 7촌 아저씨[1]
  - 잉글랜드의 헨리 4세, 외종증조부이자 시증조부

## 참고 문헌
- Michael Hicks, Anne Neville: Queen to Richard III, Tempus 2006.

| 전임 엘리자베스 우드빌 | 영국의 왕비 1483년 ~ 1485년 | 후임 요크의 엘리자베스 |